# Semo La
Semo La (桑木拉大坂) è un passo di alta montagna, transitabile con le auto, che si trova in Tibet. È il passo transitabile interamente asfaltato più alto del mondo, situato a 5 566 m s.l.m. (18 261 ft).